# Rolands Bulders
Rolands Bulders (Liepāja, 1965. május 12. –) egykori lett válogatott labdarúgó.

## Góljai a lett válogatottban
| #  | Dátum             | Ellenfél   | Eredmény | Kiírás                            | Esemény |
| -- | ----------------- | ---------- | -------- | --------------------------------- | ------- |
| 1. | 1993. február 20. | Litvánia   | 1 – 2    | nem-hivatalos barátságos mérkőzés | 28' 46' |
| 2. | 1993. február 21. | Észtország | 2 – 0    | barátságos mérkőzés               | 28'     |
| 3. | 1994. július 30.  | Észtország | 2 – 0    | barátságos mérkőzés               | 37'     |
| 4. | 1996. július 7.   | Észtország | 1 – 1    | barátságos mérkőzés               | 16'     |